# NFL Europe 2000
Die NFL Europe 2000 war die achte Spielzeit der Liga. Das World Bowl 2000 genannte Finale im Frankfurter Waldstadion gewann Rhein Fire.

## Teilnehmer und Modus
In der Saison 2000 traten die gleichen sechs Teams wie in der Vorsaison an.
Auch der Spielmodus wurde nicht verändert:
Die sechs Mannschaften spielten jeder gegen jeden in Hin- und Rückspiel. Die beiden ersten Mannschaften qualifizierten sich für das Finale, den World Bowl.
| Land                   | Team               | Spielort                                                     | Head Coach    | Platzierung 1999         |
| ---------------------- | ------------------ | ------------------------------------------------------------ | ------------- | ------------------------ |
| Niederlande            | Amsterdam Admirals | Amsterdam ArenA (4) Olympiastadion Amsterdam (1)             | Al Luginbill  | 4.                       |
| Spanien                | Barcelona Dragons  | Olympiastadion Barcelona                                     | Jack Bicknell | 1., Verlierer World Bowl |
| Deutschland            | Berlin Thunder     | Friedrich-Ludwig-Jahn-Sportpark, Berlin                      | Peter Vaas    | 6.                       |
| Deutschland            | Frankfurt Galaxy   | Waldstadion, Frankfurt am Main                               | Dick Curl     | 2., Sieger World Bowl    |
| Deutschland            | Rhein Fire         | Rheinstadion, Düsseldorf                                     | Galen Hall    | 3.                       |
| Vereinigtes Konigreich | Scottish Claymores | Murrayfield Stadium, Edinburgh (3) Hampden Park, Glasgow (2) | Jim Criner    | 5.                       |

## Regular Season

### Übersicht
| ↓ Heim Auswärts →    | AMS   | BAR   | BER   | FRA   | RHE   | SCO   |
| -------------------- | ----- | ----- | ----- | ----- | ----- | ----- |
| Amsterdam Admirals   | •     | 16:22 | 15:28 | 20:17 | 28:31 | 09:28 |
| FC Barcelona Dragons | 27:20 | •     | 22:09 | 42:26 | 17:28 | 00:28 |
| Berlin Thunder       | 21:24 | 28:21 | •     | 17:24 | 27:28 | 03:42 |
| Frankfurt Galaxy     | 07:41 | 14:08 | 32:07 | •     | 27:34 | 31:30 |
| Rhein Fire           | 20:23 | 18:07 | 21:25 | 53:14 | •     | 24:31 |
| Scottish Claymores   | 42:10 | 25:28 | 20:24 | 17:14 | 10:22 | •     |

### Spiele
| Woche 1        | Woche 1            | Woche 1 | Woche 1            |
| Datum          | Heimteam           | Erg.    | Auswärtsteam       |
| -------------- | ------------------ | ------- | ------------------ |
| 15. April 2000 | Frankfurt Galaxy   | 32:07   | Berlin Thunder     |
| 15. April 2000 | Barcelona Dragons  | 17:28   | Rhein Fire         |
| 16. April 2000 | Amsterdam Admirals | 09:28   | Scottish Claymores |

| Woche 2        | Woche 2            | Woche 2 | Woche 2            |
| Datum          | Heimteam           | Erg.    | Auswärtsteam       |
| -------------- | ------------------ | ------- | ------------------ |
| 22. April 2000 | Scottish Claymores | 17:14   | Frankfurt Galaxy   |
| 22. April 2000 | Rhein Fire         | 20:23   | Amsterdam Admirals |
| 24. April 2000 | Berlin Thunder     | 28:21   | Barcelona Dragons  |

| Woche 3        | Woche 3            | Woche 3 | Woche 3            |
| Datum          | Heimteam           | Erg.    | Auswärtsteam       |
| -------------- | ------------------ | ------- | ------------------ |
| 29. April 2000 | Frankfurt Galaxy   | 27:34   | Rhein Fire         |
| 29. April 2000 | Scottish Claymores | 20:24   | Berlin Thunder     |
| 30. April 2000 | Barcelona Dragons  | 27:20   | Amsterdam Admirals |

| Woche 4     | Woche 4            | Woche 4 | Woche 4            |
| Datum       | Heimteam           | Erg.    | Auswärtsteam       |
| ----------- | ------------------ | ------- | ------------------ |
| 6. Mai 2000 | Amsterdam Admirals | 20:17   | Frankfurt Galaxy   |
| 6. Mai 2000 | Rhein Fire         | 18:07   | Barcelona Dragons  |
| 7. Mai 2000 | Berlin Thunder     | 03:42   | Scottish Claymores |

| Woche 5      | Woche 5            | Woche 5 | Woche 5            |
| Datum        | Heimteam           | Erg.    | Auswärtsteam       |
| ------------ | ------------------ | ------- | ------------------ |
| 13. Mai 2000 | Scottish Claymores | 10:22   | Rhein Fire         |
| 13. Mai 2000 | Berlin Thunder     | 21:24   | Amsterdam Admirals |
| 13. Mai 2000 | Barcelona Dragons  | 42:26   | Frankfurt Galaxy   |

| Woche 6      | Woche 6            | Woche 6 | Woche 6            |
| Datum        | Heimteam           | Erg.    | Auswärtsteam       |
| ------------ | ------------------ | ------- | ------------------ |
| 20. Mai 2000 | Amsterdam Admirals | 16:22   | Barcelona Dragons  |
| 21. Mai 2000 | Rhein Fire         | 21:25   | Berlin Thunder     |
| 21. Mai 2000 | Frankfurt Galaxy   | 31:30   | Scottish Claymores |

| Woche 7      | Woche 7           | Woche 7 | Woche 7            |
| Datum        | Heimteam          | Erg.    | Auswärtsteam       |
| ------------ | ----------------- | ------- | ------------------ |
| 27. Mai 2000 | Berlin Thunder    | 27:28   | Rhein Fire         |
| 27. Mai 2000 | Barcelona Dragons | 00:28   | Scottish Claymores |
| 28. Mai 2000 | Frankfurt Galaxy  | 07:41   | Amsterdam Admirals |

| Woche 8      | Woche 8            | Woche 8 | Woche 8            |
| Datum        | Heimteam           | Erg.    | Auswärtsteam       |
| ------------ | ------------------ | ------- | ------------------ |
| 3. Juni 2000 | Barcelona Dragons  | 22:09   | Berlin Thunder     |
| 3. Juni 2000 | Scottish Claymores | 42:10   | Amsterdam Admirals |
| 4. Juni 2000 | Rhein Fire         | 53:14   | Frankfurt Galaxy   |

| Woche 9       | Woche 9            | Woche 9 | Woche 9            |
| Datum         | Heimteam           | Erg.    | Auswärtsteam       |
| ------------- | ------------------ | ------- | ------------------ |
| 10. Juni 2000 | Rhein Fire         | 24:31   | Scottish Claymores |
| 10. Juni 2000 | Amsterdam Admirals | 15:28   | Berlin Thunder     |
| 11. Juni 2000 | Frankfurt Galaxy   | 14:08   | Barcelona Dragons  |

| Woche 10      | Woche 10           | Woche 10 | Woche 10          |
| Datum         | Heimteam           | Erg.     | Auswärtsteam      |
| ------------- | ------------------ | -------- | ----------------- |
| 17. Juni 2000 | Amsterdam Admirals | 28:31    | Rhein Fire        |
| 17. Juni 2000 | Berlin Thunder     | 17:24    | Frankfurt Galaxy  |
| 18. Juni 2000 | Scottish Claymores | 25:28    | Barcelona Dragons |

### Tabelle
|    |                    | S | N | U | SQ    | P+  | P–  | Heim | Ausw. |
| -- | ------------------ | - | - | - | ----- | --- | --- | ---- | ----- |
| 1. | Rhein Fire         | 7 | 3 | 0 | 0.700 | 279 | 209 | 5–0  | 2–3   |
| 2. | Scottish Claymores | 6 | 4 | 0 | 0.600 | 273 | 165 | 4–1  | 2–3   |
| 3. | Barcelona Dragons  | 5 | 5 | 0 | 0.500 | 194 | 212 | 2–3  | 3–2   |
| 4. | Amsterdam Admirals | 4 | 6 | 0 | 0.400 | 206 | 243 | 3–2  | 1–4   |
| 5. | Frankfurt Galaxy   | 4 | 6 | 0 | 0.400 | 206 | 269 | 1–4  | 3–2   |
| 6. | Berlin Thunder     | 4 | 6 | 0 | 0.400 | 189 | 249 | 3–2  | 1–4   |

Legende: Sp. absolvierte Spiele, Siege, Niederlagen, SQ Siegquote, P+ erzielte Punkte, P−gegnerische Punkte, Heim Heimbilanz (Siege–Niederlagen), Ausw. Auswärtsbilanz (Siege–Niederlagen).

## World Bowl 2000
Das Finale der Spielzeit zwischen den beiden bestplatzierten Mannschaften der regulären Saison wurde als World Bowl '99 bezeichnet und fand am 25. Juni 2000 im Waldstadion von Frankfurt statt. Rhein Fire  besiegte dabei die Scottish Claymores mit 13 zu 10.

### Spielablauf
|                      |                                 |  | World Bowl '99 |                           |                    |  |                                                               |
|                      | Frankfurt am Main 25. Juni 2000 |  | Rhein Fire     | \| \| 13 : 10 \| \| \| \| | Scottish Claymores |  | Frankfurter Waldstadion Zuschauer: 35,860 Referee: Bill Leavy |
| (3:7, 3:3, 0:0, 7:0) | Frankfurt am Main 25. Juni 2000 |  | Rhein Fire     |                           | Scottish Claymores |  | Frankfurter Waldstadion Zuschauer: 35,860 Referee: Bill Leavy |
|                      | 13 : 10                         |  |                |                           |                    |  |                                                               |
|                      |                                 |  |                |                           |                    |  |                                                               |